# Barsina
Barsina (Barsine) coneguda també com a Estatira (Stateira), fou la filla gran de Darios III de Pèrsia Codomà. Abans de la batalla d'Arbela, Darios la va oferir en matrimoni a Alexandre el Gran. Més tard Alexandre s'hi va casar a Susa (324 aC). Diodor de Sicília, Plutarc, Quint Curti Ruf i Justí l'anomenen Estatira però segons Flavi Arrià el seu nom autèntic era Barsina.

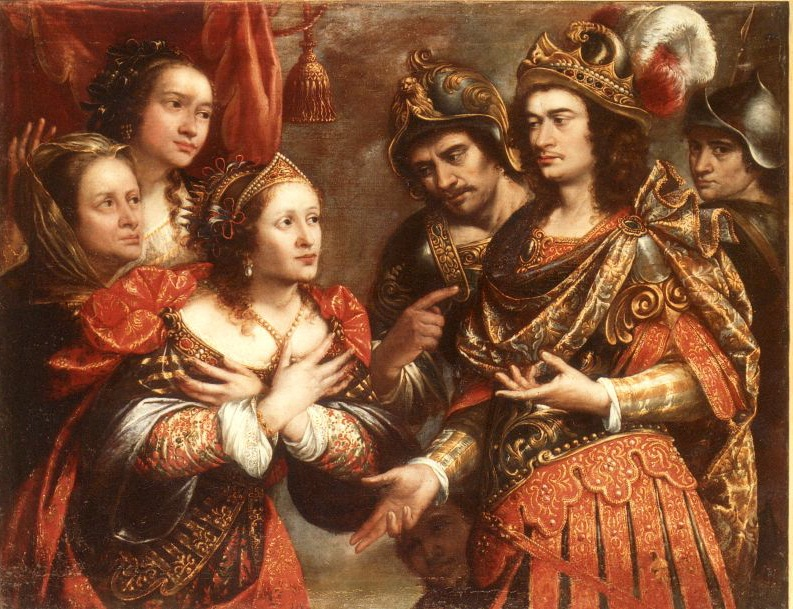
La família de Darius davant d'Alexandre el Gran. Aquesta pintura mostra el moment en què la dona de Darios III i la seva filla Estatira es postren davant d'Alexandre el Gran després que aquest hagués guanyat la Batalla d'Issos. Obra de Joost Susterman i conservada a la Biblioteca Museu Víctor Balaguer de Vilanova i la Geltrú

Vers el 323 aC fou assassinada per Roxana, d'acord amb el regent Perdicas d'Orèstia, per por que Barsine no donés a llum a un fill que pogués obstaculitzar les pretensions del fill que ella mateixa esperava d'Alexandre.

## Música
- L'any 1742, el compositor italià Giuseppe Antonio Paganelli (1710-1763), va compondre una òpera dedicada a aquest personatge i a ser estrenada a Venècia aquell mateix any.[2]